# Szereg aktynolitu

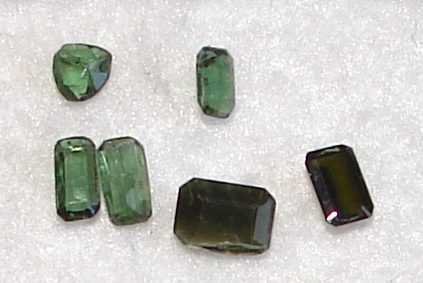
Oszlifowany ferroaktynolit

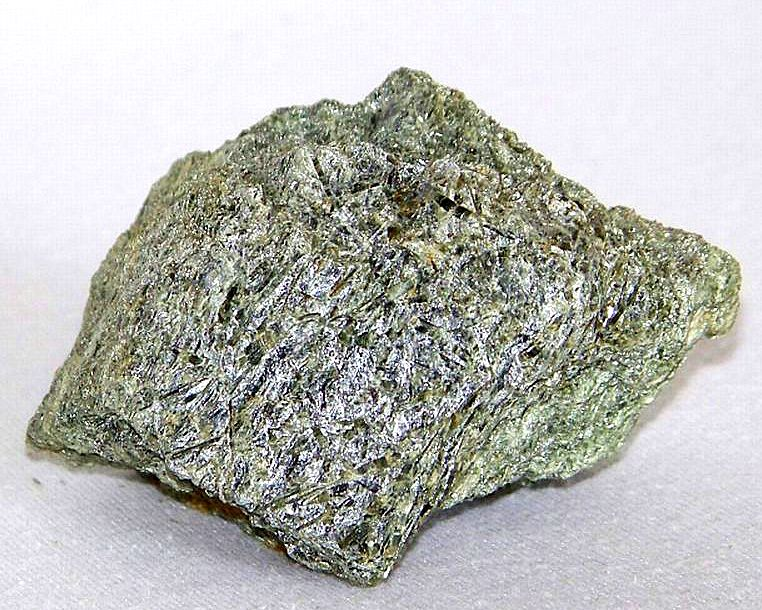
Tremolit

Szereg izomorficzny aktynolitu – roztwór stały Ca-amfiboli obejmujący następujące minerały:
- tremolit – Ca2Mg5[Si8O22](OH)2
- ferroaktynolit – Ca2FeII5[Si8O22](OH)2

Nazwa „aktynolit” w odniesieniu do minerału nie jest aktualna.

## Charakterystyka
W minerałach tych, podobnie jak w oliwinach wzajemne diadochowe zastępowanie się żelaza i magnezu jest nieograniczone. Przyjmuje się, że człon tremolitowy zawiera od 0 do 10% członu ferroaktynolitowego, a czysty ferroaktynolit od 90 do 100%.
Minerały szeregu aktynolitu zawierają niewielkie ilości domieszkowych MnO, TiO2, Al2O3, Fe2O3 oraz Na2O. Aktynolity tworzą również nieciągłe szeregi izomorficzne z amfibolami takimi jak: tschermakit Ca2Mg3(Al,Fe)2[Al2Si6)22](OH,F)2, bądź z szeregiem hornblendy Ca2(Mg,FeII)4Al[AlSi7O22](OH,F)2.

## Własności
- Układ krystalograficzny: jednoskośny
- barwa: jasnozielona, biała do ciemnozielonej
- twardość: 5–6 w skali Mohsa
- rysa: biała
- pleochroizm: słaby
- łupliwość: typowa dla amfiboli pod kątem 124°
- przełam: nierówny, łuskowaty
- połysk: szklisty, jedwabisty

## Występowanie
Tworzy się w warunkach przeobrażeń regionalnych i kontaktowych. Występuje w zieleńcach (skała metamorficzna), amfibolitach, łupkach aktynolitowych, wapieniach i dolomitach. Stanowi główny składnik nefrytu.
Miejsca występowania
Świat: USA (Alaska, Kalifornia, Wyoming, Pensylwania, Wirginia), Kanada (Kolumbia Brytyjska), Austria (Zillertal), Włochy (Valmalenco, Valle Germanasca), Madagaskar, Tanzania,
Polska: znany z łupków aktynolitowych z okolic Ząbkowic Śląskich, Kłodzka, Srebrnej Góry, Dzierżoniowa.